# Molinara
Molinara – miejscowość i gmina we Włoszech, w regionie Kampania, w prowincji Benewent.
Według danych na I 2009 gminę zamieszkiwało 1697 osób przy gęstości zaludnienia 70,7 os./1 km².